# (184930) Gobbihilda
(184930) Gobbihilda est un astéroïde de la ceinture principale, et plus spécifiquement du groupe de Hilda.

## Description
(184930) Gobbihilda est un astéroïde du groupe de Hilda. Il présente une orbite caractérisée par un demi-grand axe de 3,97 UA, une excentricité de 0,14 et une inclinaison de 6,0° par rapport à l'écliptique.
Il a été nommé en l'honneur de l'actrice hongroise Hilda Gobbi  (6 juin 1913 – 13 juillet 1988) .

## Compléments